# La Rivière de notre enfance
Singles par Michel Sardou
Loin
(2004) Je n'oublie pas
(2005)
Singles par Garou
Reviens (Où te caches-tu?)
(2003) Tu es comme ça
(2005)
La Rivière de notre enfance est une chanson interprétée en duo par Garou et Michel Sardou en 2004. Elle paraît le 14 novembre de la même année chez Columbia Records en tant que premier single de l'album Du plaisir de Michel Sardou, ainsi que le troisième single de l'album Reviens de Garou.
Écrite et composée par Didier Barbelivien, elle se hisse à la première place des classements en Belgique francophone et en France et a également connu le succès au Québec et en Suisse.

## Accueil commercial
En France, elle est restée durant cinq semaines à la première place du Top Singles & Titres et s'écoule à 462 500 exemplaires, devenant le 38e single le plus vendu du XXIe siècle en France. En Belgique, elle est restée également durant cinq semaines à la première place de l'Ultratop 50 wallon. Elle s'est classée pendant dix-neuf semaines dans le classement au total.

## Liste des titres
| 1. | La Rivière de notre enfance                         | 3:24 |
| 2. | L'Aveu (live, par Garou)                            | 4:43 |
| 3. | La Rivière de notre enfance (version instrumentale) | 3:24 |

## Classements et certifications
| Classement (2004–2005)                  | Meilleure position |
| --------------------------------------- | ------------------ |
| Belgique (Wallonie Ultratop 50 Singles) | 1                  |
| Europe (Eurochart Hot 100)              | 5                  |
| France (SNEP)                           | 1                  |
| Québec (Palmarès francophone)           | 9                  |
| Suisse (Schweizer Hitparade)            | 14                 |

| Classement (2004)            | Position |
| ---------------------------- | -------- |
| Belgique (Wallonie Ultratop) | 54       |
| France (SNEP)                | 10       |

| Classement (2005)            | Position |
| ---------------------------- | -------- |
| Belgique (Wallonie Ultratop) | 35       |
| Europe (Eurochart Hot 100)   | 46       |
| France (SNEP)                | 47       |
| Suisse (Schweizer Hitparade) | 79       |

### Certification
| Pays                                                             | Certification | Ventes certifiées |
| ---------------------------------------------------------------- | ------------- | ----------------- |
| France (SNEP)                                                    | Or            | 250 000*          |
| *Ventes selon la certification xNon précisé par la certification |               |                   |

## Reprise
Michel Sardou reprend cette chanson avec Grégory Lemarchal lors de la Star Academy 4 dont il est le parrain.